# Breadstone
Breadstone – wieś w Anglii, w hrabstwie Gloucestershire, w dystrykcie Stroud. Leży 24 km na południowy zachód od miasta Gloucester i 160 km na zachód od Londynu.